# QazCovid-in 2019冠狀病毒病疫苗
QazCovid-in 2019冠狀病毒病疫苗（商品名：QazVac），為一款正同時進行臨床測試及進入緊急應用的2019冠狀病毒病疫苗，由哈薩克斯坦教育及科學部轄下「生物安全問題研究所」研製，屬於。

## 研發歷史
自2019冠状病毒病哈萨克斯坦疫情在2020年初爆發以來，為防止疫症繼續蔓延，哈萨克斯坦政府已開始籌備研製對應疫苗。至同年5月9日，此疫苗的研發工作正式開始，並獲命名為「QazCovid-in」。與此同時，當局亦有另外四項同類型疫苗的研發計劃，但採用其他技術。
同年9月19日，QazCovid-in疫苗在哈萨克斯坦國內展開首兩期臨床研究，分別有44名及200名志願者參與。雖然官方宣稱在第二期臨床研究中，此疫苗有效率達到96%，然而至今仍然未得證實。
同年12月25日，QazCovid-in疫苗的第三期臨床研究亦正式開始，而志願者數目增加至3,000名。按照現時的計劃，第三期臨床研究將於2021年7月9日完成。

## 生產及應用

### 生產及物流線
按照現時的安排，首批QazCovid-in疫苗，將由生物安全問題研究所位於江布爾州的廠房直接生產，首批產能為每個月5萬劑。
由於哈薩克斯坦國內的生產線產能不足，當局自2021年6月起，將QazCovid-in疫苗委託予土耳其某藥廠代工生產，而產能較原來的生產線增加10倍以上，最高可達每個月60萬劑。
與其他在哈薩克斯坦應用的同類疫苗一樣，QazCovid-in疫苗亦經由SK製藥，在國內進行統一分發。

### 使用情况
2021年1月13日，仍在進行測試的QazCovid-in疫苗，獲得哈薩克斯坦醫藥管制局的「緊急使用授權」，有效期為9個月，亦是此疫苗獲得的首個緊急應用批准。
然而，由於需時研製，因此首批5萬劑疫苗要到同年3月才大致確定交付時間，並於4月23日交付，三日後正式投入接種計劃。當日，以哈薩克斯坦衛生部長阿列克谢·崔為首的政府官員，在電視直播下接種首劑QazCovid-in疫苗，成為此疫苗的首批接種者。
2021年6月10日，哈薩克斯坦總統托卡耶夫宣佈，該國已預備向外國出口QazCovid-in疫苗。然而，到了同年10月，托卡耶夫又宣佈此疫苗的出口計劃，將延至2022年才實行，並主要面向包括阿富汗在內的中亞國家。
2021年8月18日，吉爾吉斯衛生及社會發展部批准此疫苗於該國緊急應用，並於翌日接收2.5萬劑由哈薩克以「人道支援」名義出口的QazCovid-in疫苗。

## 儲存及接種方式
此疫苗可於2℃至8℃的環境下（即一般雪櫃溫度）保存。而在接種方面，此疫苗採用肌肉注射方式，於上臂肌肉注射每劑0.5 ml的疫苗，並需於首劑接種後21日再接種第二劑。